# بحر لابتيف
بحر لابتيف (بالروسية: мо́ре Ла́птевых)‏ هو بحر هامشي في المحيط المتجمد الشمالي. ويقع البحر بين الساحل الشمالي لسيبيريا وشبه جزيرة تايمير وسيفيرنايا زيميليا وجزر سيبيريا الجديدة. ويمر حده الشمالي من رأس المحيط الشمالي المتجمد إلى نقطة تبلغ إحداثياتها 79°N و139°E وينتهي عند رأس أنيسي. ويقع بحر كارا غربًا وبحر شرق سيبيريا شرقًا.
وسُمي البحر على اسم المستكشفين الروسيين ديميتري لابتيف (Dmitry Laptev) وخاريتون لابتيف (Khariton Laptev)؛ وفي السابق، كان يُعرف بعدة أسماء مختلفة، وآخرها هو بحر نوردينسكيجولد ((بالروسية: мо́ре Норденшельда)‏)، على اسم المستكشف أدولف إيريك نوردينسكييولد (Adolf Erik Nordenskiöld). ويتمتع البحر بمناخ حاد مع درجات حرارة أقل من 0 درجة مئوية (32 درجة فهرنهايت) على مدار أكثر من 9 أشهر في السنة، وانخفاض ملوحة المياه وندرة النباتات والحيوانات والبشر وأعماق منخفضة (أقل من 50 مترًا). وهو متجمد في معظم الوقت على الرغم من صفائه بشكل عام خلال شهري أغسطس وسبتمبر.
وكانت تقطن على شواطئ البحر منذ آلاف السنين قبائل يوكاغيرز ثم إيفنز وإيفينكس، التي كانت تشتغل بحرفة صيد الأسماك وصيد الحيوانات وتربية الرنة. وبعد ذلك استوطنت فيها قبيلة الياكوتيين ولاحقًا الروس. وبدأت الاستكشافات الروسية في المنطقة في القرن الـ 17. وقد جاء الروس من الجنوب عبر العديد من الأنهار الكبيرة التي تصب في البحر، مثل نهر لينا وختانجا وأنابار وأولينيوك وأومولوي ويانا. ويحتوي البحر على عشرات الجزر، والتي يحتوي العديد منها على بقايا الماموث المحفوظة بشكل جيد.
والأنشطة البشرية الرئيسية التي تُمارس في المنطقة هي التعدين والملاحة على طريق البحر الشمالي؛ كما تُمارس مهن صيد الأسماك وصيد الحيوانات، ولكنها ليست ذات أهمية تجارية. وأكبر مستوطنة وميناء هي تيكسي.

## معرض صور

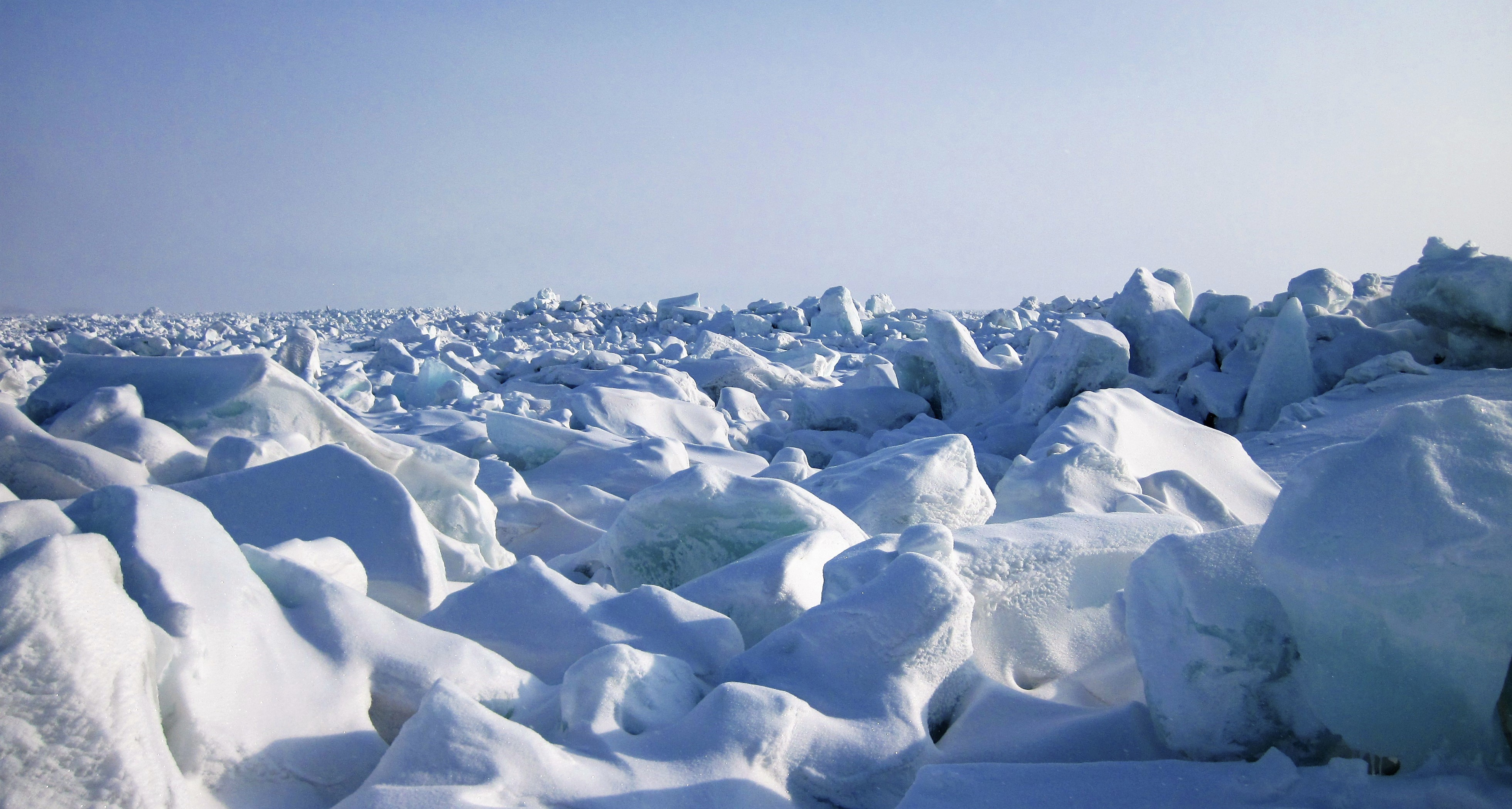
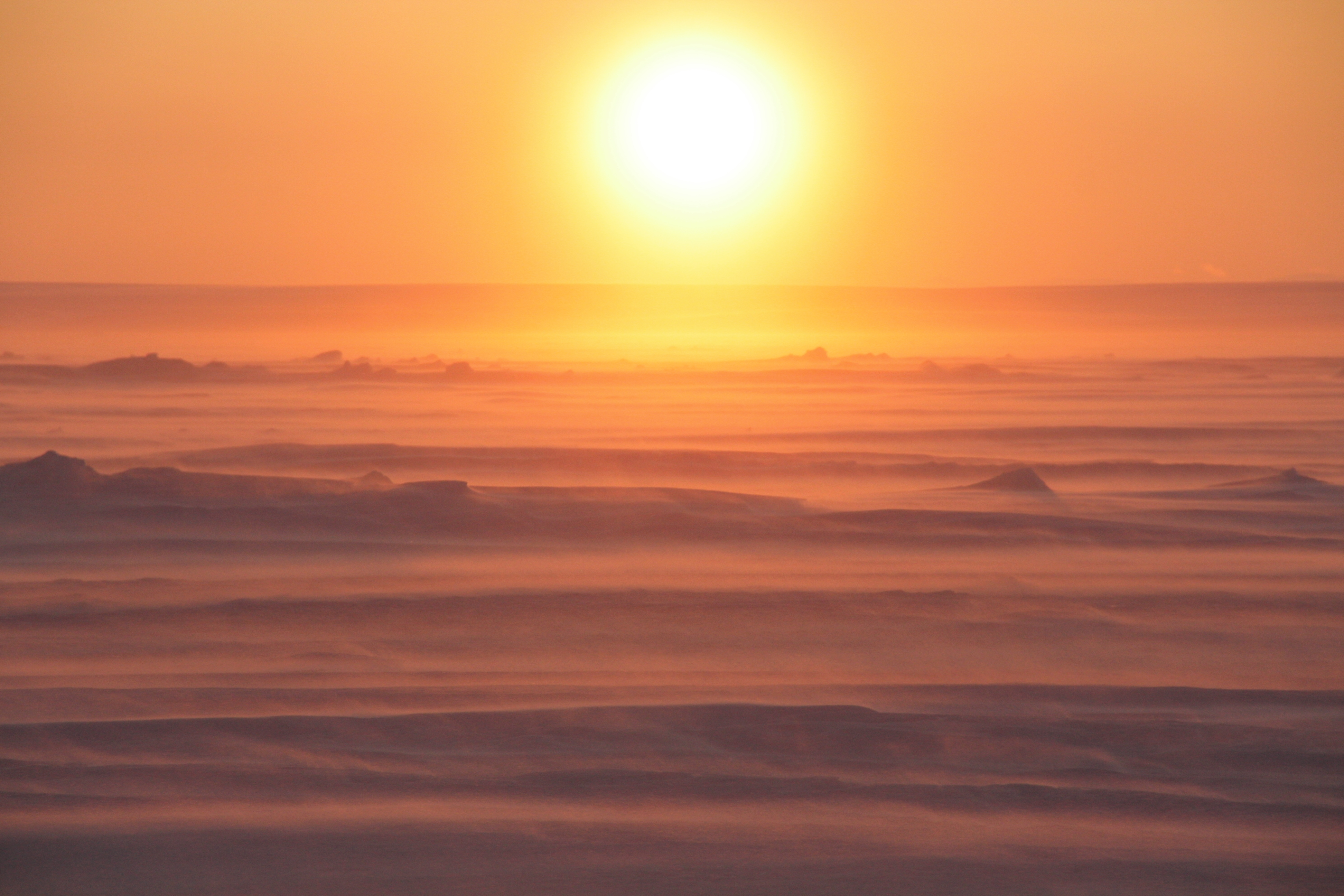
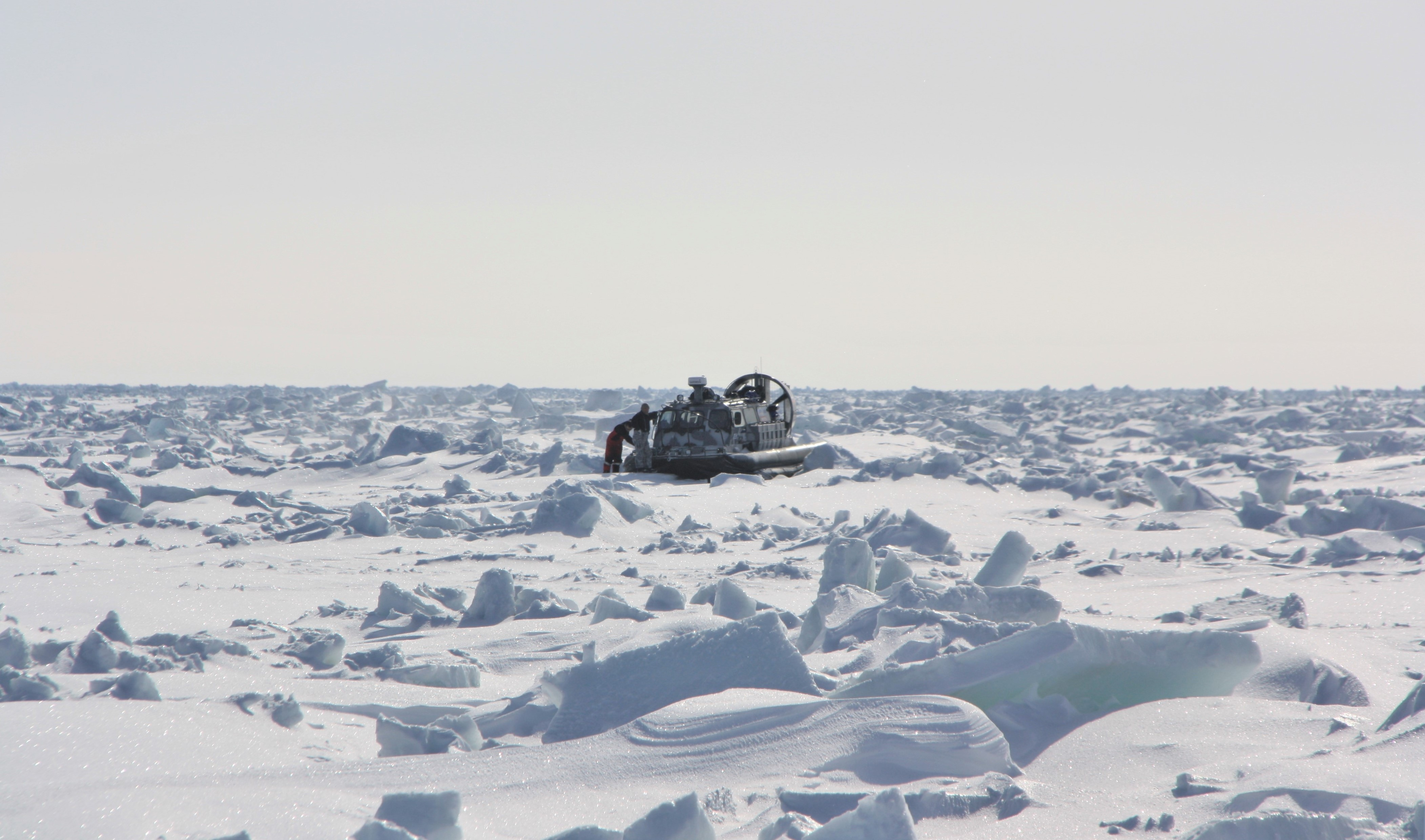

## وصلات خارجية
- Alfred Wegner institute (AWI) Publications, Berichte zur Polar- und Meeresforschung (Reports on polar and marine research) نسخة محفوظة 20 سبتمبر 2008 على موقع واي باك مشين. – free, downloadable research reports on the biology, geology, oceanography, hydrology, paleontology, paleoclimatology, fauna, flora, soils, cryology, and so forth of the Lena Delta, Laptev Sea, and other parts of the Arctic Circle.